# Teodor Mărgineanu
Teodor Mărgineanu (n. 1932, Cașva, România – d. 26 iunie 1957, Gherla, Cluj, România) a fost un ofițer militar român care, după exemplul revoluției ungare din 1956, a încercat să declanșeze o răscoală similară în România.

## Biografie
Teodor Mărgineanu s-a născut în 1932 la Cașva, comuna Gurghiu, județul Mureș. A absolvit o școală de ofițeri militar de trei ani din Sibiu, iar în 1955 a fost repartizat la Regimentul 255 Artilerie din Prundu Bârgăului.
Ca urmare a revoluției din 1956 din Ungaria, Mărgineanu a hotărât să declanșeze o revoltă în regimentul său, pe care o va răspândi în Cluj și împrejurimi, iar apoi în toată România, răsturnând astfel comunismul. În acest scop, a creat un Comitet Revoluționar după modelul din Ungaria, care a avut inițial 14 membri, în principal recruți și ofițeri de rang inferior, precum și o femeie în vârstă de 47 de ani, pe nume Mariana Hodoș, care a acționat ca o legătură între armată și civili.
Organizatorii au formulat cereri care au fost în multe privințe similare cu cerințele studenților din Budapesta din timpul revoluției. Ei au cerut încetarea serviciului militar obligatoriu și retragerea trupelor sovietice din România. Ei au elaborat, de asemenea, un plan de acțiune specific, conform căruia ar fi trebuit mai întâi să dezarmeze ofițerii de rang înalt ai regimentului, apoi să mărșăluiască cu armele disponibile la Gherla, unde ar fi eliberat prizonierii politici, iar apoi, mărșăluind mai departe, spre Cluj, incitând populația de acolo, precum și sătenii din zonă, care erau deja nemulțumiți de contribuțiile obligatorii și de colectivizare. Întăriți astfel, ar fi mers la București, unde ar fi răsturnat guvernul.
Membrii Comitetului Revoluționar au depus și un jurământ în secret, prin care se obligau să susțină scopul până la final. 
Noaptea de 17 spre 18 decembrie 1956 a fost desemnată ca dată a rebeliunii. Tentativa slab organizată, a fost oprită de turnarea lor de ostașul-șofer Ion Tripovici, așa că la momentul planificat al rebeliunii, Securitatea s-a prezentat cu forțe mari pentru a-i aresta pe organizatori. Mărgineanu aflând însă despre acest lucru a fugit cu mitraliera, pentru a fi 
prins de Securitate două zile mai târziu. Apoi a fost judecat împreună cu susținătorii săi cu excluderea totală a publicului. Mărgineanu a fost condamnat la moarte. Sentința a fost executată prin împușcare în secret, în pădurea de lângă Gherla.

## Posteritatea
Prim-locotenentul Teodor Mărgineanu a fost în scurt timp complet uitat după executarea sa. Abia după 1989, un istoric pe nume Andrea Varga i-a găsit biografia când cerceta condamnații comunismului românesc. Mărgineanu nu a fost reabilitat. Mormântul lui este momentan necunoscut.
Singurul monument ridicat în cinstea sa se află în curtea închisorii Gherla, unde pe o tăbliță de marmură sunt scrise numele persoanelor care au murit acolo, printre care și Mărgineanu.